# Красноволя (Любомльская городская община)
Красноволя (укр. Красново́ля) — село в Любомльской городской общине Ковельского района Волынской области Украины.
До 2020 года входило в Любомльский район.
Код КОАТУУ — 0723381702. Население по переписи 2001 года составляет 121 человек. Почтовый индекс — 44300. Телефонный код — 3377. Занимает площадь 0,38 км².